# Festuca ulochaeta
Festuca ulochaeta är en gräsart som beskrevs av Ernst Gottlieb von Steudel. Festuca ulochaeta ingår i släktet svinglar, och familjen gräs. Inga underarter finns listade i Catalogue of Life.